# Мухино (стоянка)
Мухино — многослойная стоянка позднего палеолита, неолита, бронзового века, расположенная в Иволгинском районе Республики Бурятии в 20 км от центра города Улан-Удэ, в 5 км к юго-западу от микрорайона Сокол. Исследователи выделяют на памятнике семь культурных горизонтов. Открыта стоянка археологами А. П. Окладниковым и Г. Л. Ленхобоевым во время археологической экспедиции в 1958 году. Последующие исследования на памятнике проводили в 1962 году П. Б. Коновалов, в 1986 году М. В. Константинов, в 1988 году Л. Г. Ярославцева. По археологическим материалам памятника А. П. Окладниковым была выделена отдельная археологическая культура начального этапа неолита, получившая название по имени стоянки — «мухинская».
Памятник является объектом культурного наследия России федерального значения.

## Географическое положение
Стоянка расположена на останце правого берега реки Иволга у южной окраины ныне заброшенной деревне Мухино (возле бывшей молочно-товарной фермы), приблизительно в 20 км к западу от центра столицы Бурятии города Улан-Удэ или в 5 км к юго-западу от микрорайона Сокол, в районе аэропорта «Байкал», носившего название «Мухино». Стоянка расположена на островке, который со всех сторон ограничен болотистой долиной реки, по всей видимости стоянка занимала весь этот островок.

## История исследования
Стоянка открыта археологами А. П. Окладниковым и Г. Л. Ленхобоевым во время археологической экспедиции 1958 года. Изучая подъёмный материал, собранный во время экспедиции, А. П. Окладников датировал памятник ранним неолитом, допуская возможность отнести часть находок к эпохе мезолита. По изученным археологическим материалам памятника им была выделена археологическая культура начального этапа неолита, получившая название по имени стоянки — «мухинская». Мухинская культура датируется концом пятого — четвёртого тысячелетия до н. э. К этой культуре помимо стоянки Мухино относится Ошурково (культурный слой, содержащий находки раннего этапа неолита) и Кибалино.
Во время первых стационарных раскопочных работ стоянки в 1962 году, организованных по поручению А. П. Окладникова, П. Б. Коноваловым были заложены два раскопа по 30 м² каждый, которые в настоящее время уже не сохранились. Глубина вскрытия составила 1 м. По результатам работ стоянку отнесли к однослойным памятникам эпохи неолита. Материалы по исследованиям не опубликованы. В 1977 году сборы подъёмного материала проводила археолог Л. Г. Ивашина.
В 1986 году на памятнике работала археологическая экспедиция Читинского государственного педагогического института имени Н. Г. Чернышевского под руководством М. В. Константинова совместно с сотрудниками Бурятского научного центра СО РАН, Этнографического музея народов Забайкалья и Научно-производственного бюро охраны памятников Министерства культуры Бурятской АССР. Экспедицией на памятнике была сделана зачистка и заложен шурф. Работы позволили уточнить стратиграфию и генезис культурных горизонтов стоянки, а также выделить несколько культурных слоёв на памятнике.
В 1988 году спасательные и научные работы на стоянке проводила археологическая экспедиция Этнографического музея народов Забайкалья. В её составе работали археологи Л. Д. Базарова, И. Н. Резанов, С. М. Цейтлин, М. В. Константинов и Л. Г. Ярославцева. Экспедиция заложила три раскопа площадью около 70 м² и шурф. Работы 1988 года позволили сделать инструментальную съёмку местности и уточнить микрорельеф стоянки.

## Стоянка
Находки археологических материалов на стоянки состоят из нуклеусов, скребков, пластин, отщепов, чопперов, резцов, проколок, острий, ножей неправильной формы из сланцевых плиток, отбойников, крупных галек со следами сколов, обломков вкладышевого ножа, однозубого гарпуна, фрагментированной и тонкостенной керамики с оттиском и фаунистических остатков, которые представлены костями диких животных — лося, косули, также встречались кости рыб. Каменные орудия стоянки изготовлены из тёмной кремнистой гальки — лидита, яшмовидных пород и халцедона, эти материалы широко использовали обитатели долины реки Селенги, начиная с более ранних палеолитических и мезолитических эпох.
На стоянке выделено семь культурных горизонтов. Седьмой культурный слой изучен на малой площади — около 10 м², здесь обнаружено 15 каменных изделий: заготовка нуклеуса из гальки чёрного кремня, три чоппера, концевой скребок, два массивных и один мелкий отщепы, 6 призматичных пластин и одна пластина с улитарной ретушью. Предварительно, возраст седьмого слоя оценивается поздним палеолитом.
Шестой культурный слой также изучен слабо, он сохранился в сильно размытом состоянии. Предварительно датируется ранним неолитом. Всего находок обнаружено в количестве 666 предметов, из них 472 каменных артефакта, 10 керамических и 173 фаунистических находки. Большинство артефактов найдено около двух кострищ, представленных зольными пятнами размерами 1×1,30 м с мощностью до 0,1 м. В одном из кострищ найден кусочек охры. Каменные находки состояли из трёх нуклеусов, 12 скребков, 16 резцов, скребла-ножа, 11 пилок, четырёх проколок, пяти острий, семи микроизделий, одного чоппера-отбойка, семи заготовок и обломков орудий и 345 сколов. Керамика в слое невыразительна и представлена лишь мелкими фрагментами. Фаунистические остатки состоят по большей части из костей крупных млекопитающих.
Культурные слои с первого по пятый датируются финалом неолита — бронзового века. По предположению Л. Г. Ярославцевой четвёртый и пятые слои могли быть «маркирующими горизонтами раннего бронзового века», но она также не исключала, что эти слои могут датироваться возрастом до 4,5 тыс. лет. Находки представлены 2509 экземплярами артефактов: 19 штук в первом слое, 230 — во втором, 181 — в третьем, 305 — в четвёртом, остальные в пятом культурных слоях. Артефакты состояли из 1400 каменных, 451 керамических, 658 костяных (из них 60 из костей рыб) изделий. В культурных слоях представлены керамические осколки одного — трёх сосудов простых форм с прямым или асимметричным венчиком. В пятом культурном слое один из таких сосудов состоял из 290 фрагментов. Все сосуды были изготовлены различными способами. В третьем культурном слое обнаружена большая хозяйственная яма размерами 3×2,5 м и глубиной до 0,15 м, заполненная 783 предметами, в основном битыми трубчатыми костями.
На памятнике не было обнаружено изделий из металла, только в четвёртом культурном слое зафиксировано пятно супеси зелёного цвета, что могло быть остатками разрушенного бронзового изделия. Исследователям пока не удалось определить культурную принадлежность памятника.
Памятник археологии охраняется государством в соответствии с Постановлением Совета Министров Бурятской АССР № 134 от 26 мая 1983 года. В едином государственном реестре объектов культурного наследия (памятников истории и культуры) народов Российской Федерации приказом Министерства культуры Российской Федерации № 37908-р от 24 августа 2016 года стоянка зарегистрирована как объект культурного наследия федерального значения «Поселение эпохи раннего неолита „Мухино“ (V—IV тыс. до н. э.)», с присвоением ему регистрационного номера 031640457230006.

## Комментарии
1. ↑  Зачистка (в археологии) — срезание лопатами или ножами тонких слоёв земли для выявления вещественных источников: остатков жилищ, ям, могил, очагов и т. п.[11]
2. ↑  Пластина — скол камня с параллельными краями, у которого длина в несколько раз превосходит ширину[12].
3. 1 2  Ретушь — приём обработки орудия, когда его края трансформируются с помощью ударов или отжима[17].
4. ↑  Проколка — орудие, с острым длинным кончиком обработанным ретушью[комм. 3][13].
5. ↑  Отбойник — сделанное или подобранное по форме каменное, костяное или деревянное орудие с помощью которого наносили скалывающие удары[14].
6. ↑  Вкладышевое орудие — орудие, состоящее из рукоятки из мягкого материала и каменного лезвия[15].